# Arturo Olivieri Sangiacomo
Arturo Olivieri Sangiacomo, soprannominato il capitano romanziere in quanto era un militare di carriera (Torino, 1861 – Roma, 25 dicembre 1903), è stato uno scrittore e giornalista italiano, padre della compositrice e cantante Elsa Olivieri Sangiacomo.

## Biografia
Frequentò l'Accademia Militare di Modena seguendo la tradizione piemontese di quegli anni. Ottenuto il grado di capitano di stato maggiore si fece trasferire a Roma dal suo comando militare per intraprendere anche la carriera letteraria. Arrivato nella capitale dovette sottoporsi a un intervento chirurgico allo stomaco in seguito al quale sopraggiunsero delle complicanze e morì prematuramente. Tuttavia prima che ciò avvenisse come ha raccontato la figlia Elsa, ebbe modo di accorgersi della sua inclinazione al canto.
La figlia Elsa ha ricordato che il padre come uomo amante delle lettere fu amico di molti personaggi illustri a lui contemporanei, perciò durante la sua infanzia vide frequentare la casa paterna personalità quali Domenico Oliva, Ugo Ojetti, i fratelli Civinni, Lucio D'Ambra, Nino Martoglio, Adolfo De Bosis e molti altri ancora. Secondo la figlia come appassionato di musica classica il padre amò soprattutto quella di Richard Wagner all'epoca dominante negli ambienti musicali, ma ciò non ebbe molta influenza sulla sua formazione musicale. Per finire Elsa ha ricordato la morte prematura del padre come un'esperienza dolorosa, paragonabile solo a quella della scomparsa del marito.

### Carriera letteraria
Come scrittore s'interessò prima di tutto di argomenti di carattere militare, nella trattazione dei quali rivelò un animus praticamente e criticamente antimilitarista. Negli 1890-1900 il suo libro intitolato Colonnello rese celebre l'editore milanese Carlo Aliprandi e la sua fortuna fu tale che venne tradotto anche in lingua inglese. Gli schiavi bianchi può essere considerato il suo unico libro di avventure e lo scrittore lo dedicò ai figli Elsa, Carlo e Giorgio. Per il successo ottenuto fu venduto anche sottobanco, forse perché era stato illustrato da Carlo Linzaghi, famoso al tempo come illustratore de Le Tigri di Mompracem (1900) del romanziere Emilio Salgari.
Il 101° di Fanteria non fu accolto bene dalle autorità militari, che per punizione trasferirono il capitano da Firenze a Campobasso presso una guarnigione meridionale di rango inferiore. Sorte analoga ebbe il libro intitolato I richiamati, apparso dopo i moti siciliani del 1894, che furono repressi sanguinosamente con pugno di ferro dall'indirizzo reazionario della politica di Umberto I, perciò il libro sollevò anche qualche discussione in Parlamento. Questo libro in seguito fu utilizzato dallo psicologo francese James Tisso per fare uno studio sulla psicologia dei militari italiani e fu pubblicato sulla Revue de Paris. Dopo aver sperimentato la sconvenienza dei contrasti con i suoi superiori e con le autorità politiche e militari, per evitare altri conflitti abbandonò la carriera militare, ma proseguì quella letteraria.

### Carriera giornalistica
Svolse il ruolo di critico letterario per il quotidiano La Nazione di Firenze e di redattore del quotidiano romano La Tribuna. Gabriele D'Annunzio, in segno di stima, lo onorò con una personale dedica come "uomo di armi e di lettere" proprio mentre era impegnato giornalisticamente.

## Opere
- Fanti e cuori (Vallardi, 1983);
- La cognata (Aliprandi, 1998);
- San Matrino (Galmotta, 1899);
- 101° di Fanteria (Aliprandi, 1899);
- Gli schiavi bianchi (A. Donath Editore, 1900);
- La vita nell'esercito (Aliprandi, 1898);
- Le militaresse (La Poligrafa, 1903);
- La collaboratrice (La Poligrafa, 1903);
- I richiamati (Lombardi e Muletti, 1907).